# Epitelio pavimentoso
L'epitelio pavimentoso (o squamoso) è un epitelio caratterizzato dalla forma appiattita delle cellule del suo strato superficiale. L'epitelio pavimentoso può presentare uno o più strati di cellule venendo rispettivamente detto epitelio pavimentoso semplice (o monostratificato) e complesso (o pluristratificato). Può svolgere svariate funzioni: trofiche e di scambio, di rivestimento e protezione o anche di secrezione.

## Epitelio pavimentoso semplice
L'Epitelio pavimentoso semplice o monostratificato presenta un solo strato di cellule appiattite a contatto con la membrana basale. Dall'alto, le cellule sono strettamente giustapposte, con forme geometriche poligonali irregolari. In sezione trasversale appaiono sottili, con un lieve rigonfiamento al centro generato dal nucleo.
A causa della sua sottigliezza non è adibito a funzioni protettive, ma è particolarmente adatto per regolare la filtrazione e la diffusione, come nel caso della capsula di Bowman del rene e negli alveoli polmonari, dove forma delle barriere facilmente attraversabili per gli scambi con i fluidi interstiziali e tra il sangue e l'aria atmosferica.
Nell'uomo si trova sulla superficie degli alveoli polmonari dove regola lo scambio di gas tra il sangue e l'aria, nell'apparato urinario in alcune parti della capsula di Bowman, riveste la superficie interna della membrana del timpano nell'orecchio, etc.
L'endotelio che riveste i vasi sanguigni e il mesotelio che riveste le cavità sierose (pleura, pericardio e peritoneo) sono anche epiteli pavimentosi semplici.

## Epitelio pavimentoso composto
L'Epitelio pavimentoso composto o pluristratificato riveste le parti umide del corpo. Presenta due o più strati di cellule, di cui solo il più profondo è a contatto con la membrana basale, le cellule degli strati più profondi spesso non sono di forma appiattita, ma per convenzione l'epitelio viene classificato in base allo strato superficiale.
Lo strato più profondo o basale presenta cellule con spiccate caratteristiche staminali, metabolicamente molto attive e proliferanti, si possono trovare anche numerose invaginazioni chiamate creste epiteliali che formano le papille connettivali all'interno delle quali si inseriscono i capillari che nutrono l'epitelio, altrimenti privo di vascolarizzazione.
Nello strato intermedio o spinoso le cellule iniziano a differenziarsi, le cellule sono unite da desmosomi che al microscopio ottico appaiono come dei sottili ponti tra le cellule e prendono il nome di spine.
Gli strati superficiali differenziano l'epitelio pavimentoso in cheratinizzato e non cheratinizzato.

### Non cheratinizzato

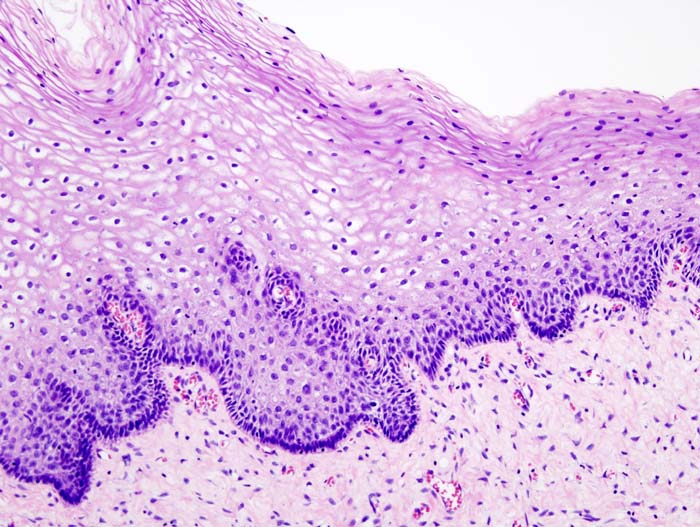
Tessuto epiteliale pavimentoso pluristratificato non cheratinizzato; colorazione con ematossilina-eosina.

Nell'epitelio pavimentoso non cheratinizzato, detto più propriamente non corneificato, le cellule dello strato superficiale, disposte in cinque-dieci ordini, sono appiattite e la loro protezione e idratazione è dovuta alle secrezioni mucose riversate dalle ghiandole sulla superficie epiteliale.
Si trova nella mucosa di bocca, faringe, esofago e retto, nell'uretra, sulla superficie anteriore della cornea e nella vagina.
Le cellule degli epiteli pavimentosi non cheratinizzati possono contenere tracce di cheratina a prova della loro capacità di esprimere i geni per tale proteina, infatti a seguito di traumi o patologie si può assistere ad una cheratinizzazione.

### Cheratinizzato

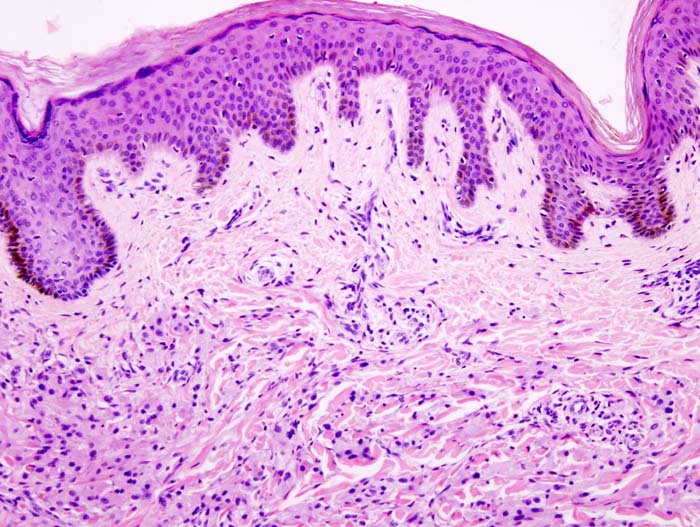
Tessuto epiteliale pavimentoso pluristratificato cheratinizzato; colorato con ematossilina-eosina.

L'epitelio cheratinizzato per eccellenza è l'epidermide (cioè la cute), le cellule dello strato spinoso sintetizzano numerosi cheratinosomi e tonofibrille. Avvicinandosi agli strati superficiali (strato granuloso e strato lucido) si creano accumuli di cheratina e la cellula inizia un processo di apoptosi trasformandosi in lamelle appiattite di cheratina. Gli spazi intercellulari vengono riempiti da lipidi secreti dalle stesse cellule che impermeabilizzano la struttura.
In questo tipo di epitelio pavimentoso avviene un processo di divisione differenziativa delle cellule che dunque vanno incontro ad una mitosi bivalente: produzione di cellule staminali e quindi indifferenziate, e al contempo produzione di cellule staminali commissionate che poi si differenzieranno, in modo tale da assicurare un continuo ricambio di cellule differenziate dello strato apicale che tendono a desquamare.
Questo strato superficiale impermeabile è detto strato corneo e può variare di spessore a seconda delle sollecitazione meccaniche a cui è esposto il distretto anatomico. 
Questo trova un riscontro pratico nell'epitelio della mano di un contadino o di un muratore, ad esempio, la quale mostrerà chiari segni di cheratinizzazione con una epidermide dura al tatto, a differenza di una mano non sottoposta a sollecitazioni come può essere quella di un insegnante o di un impiegato, che mostreranno modesta cheratinizzazione e dunque una epidermide più morbida al tatto.